# Château de Châteaumorand
Le château de Châteaumorand est un château situé sur la commune de Saint-Martin-d'Estréaux dans le département de la Loire, en France.

## Localisation
Le château est situé à environ 2 km au nord-est du bourg, de l'autre côté de la Nationale 7.

## Seigneurs
Possessionnée depuis le XIIIe siècle, la famille des seigneurs de Châtelus transmit la terre de Châteaumorand à leurs descendants Lévis de Châteaumorand, Le Long de Chenillac, Lévis-Léran-Mirepoix, et du Hamel. Diane de Châteaumorand (1558-1626 ; une Le Long de Chenillac), épouse d'Anne et d'Honoré d'Urfé, est la plus célèbre des dames de Châteaumorand.

## Description
Le château est classé monument historique le 18 décembre 1981 et les communs sont inscrits le 20 décembre 1990.

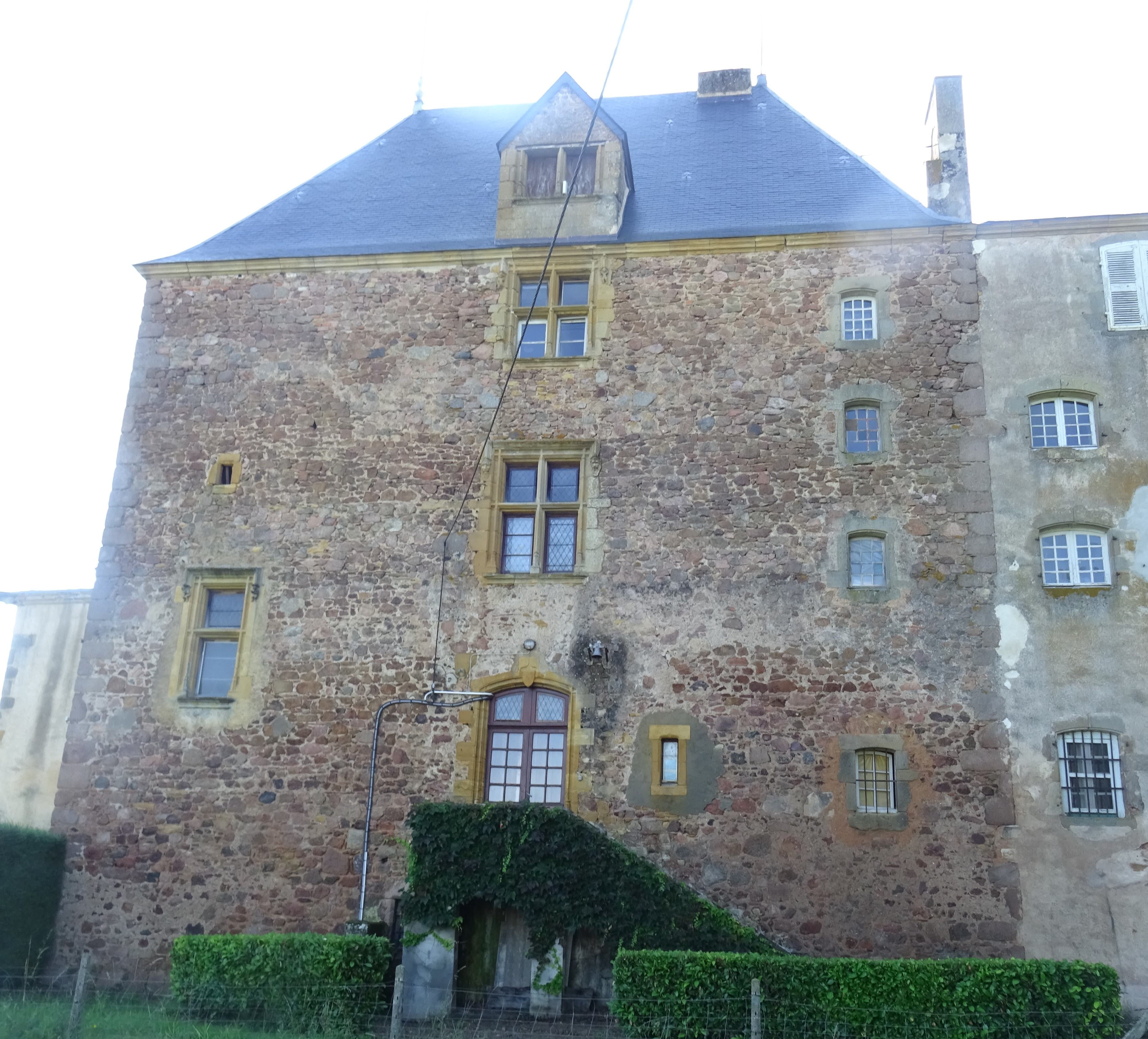
Partie la  plus ancienne  du château.
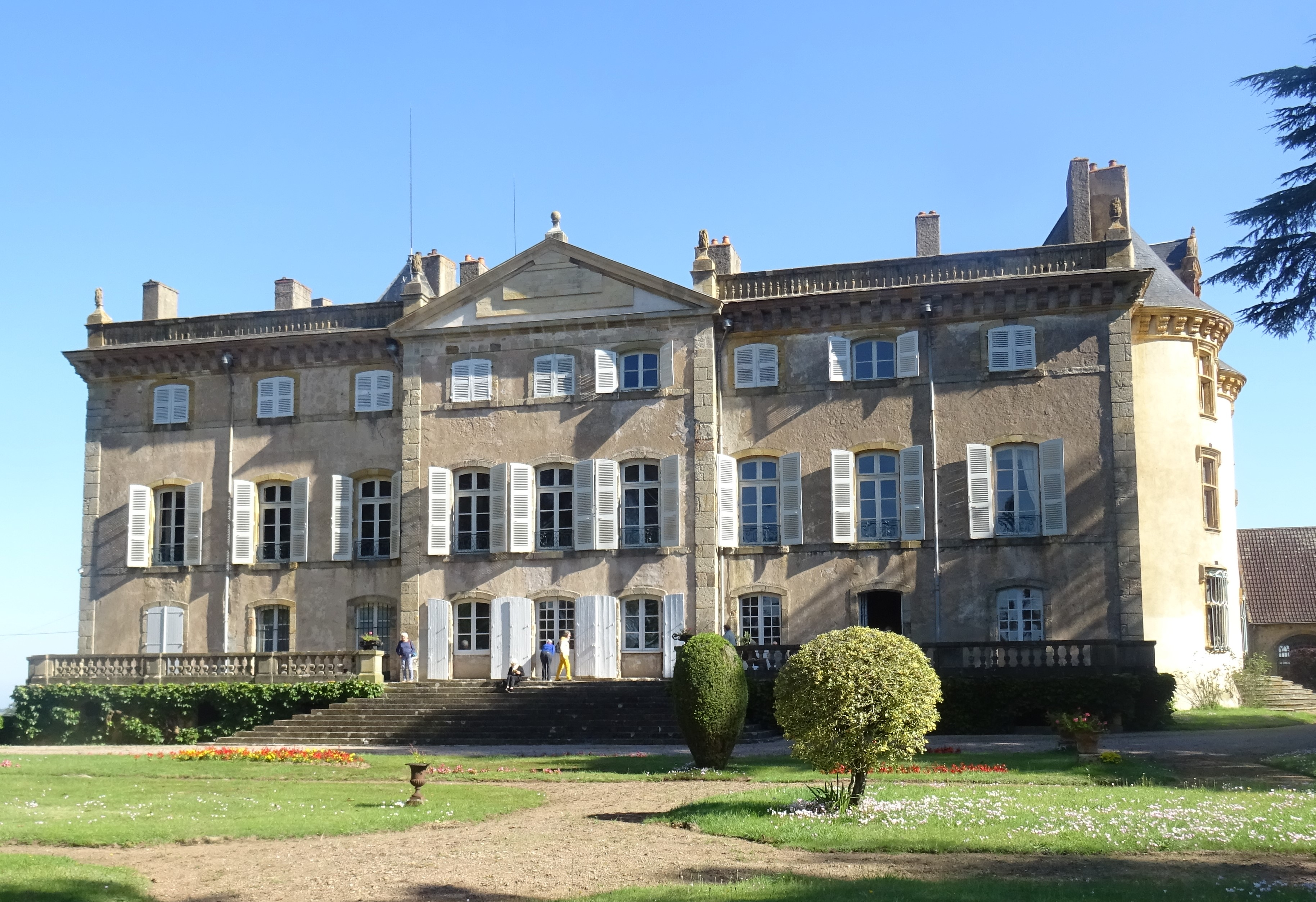
Façade du château.
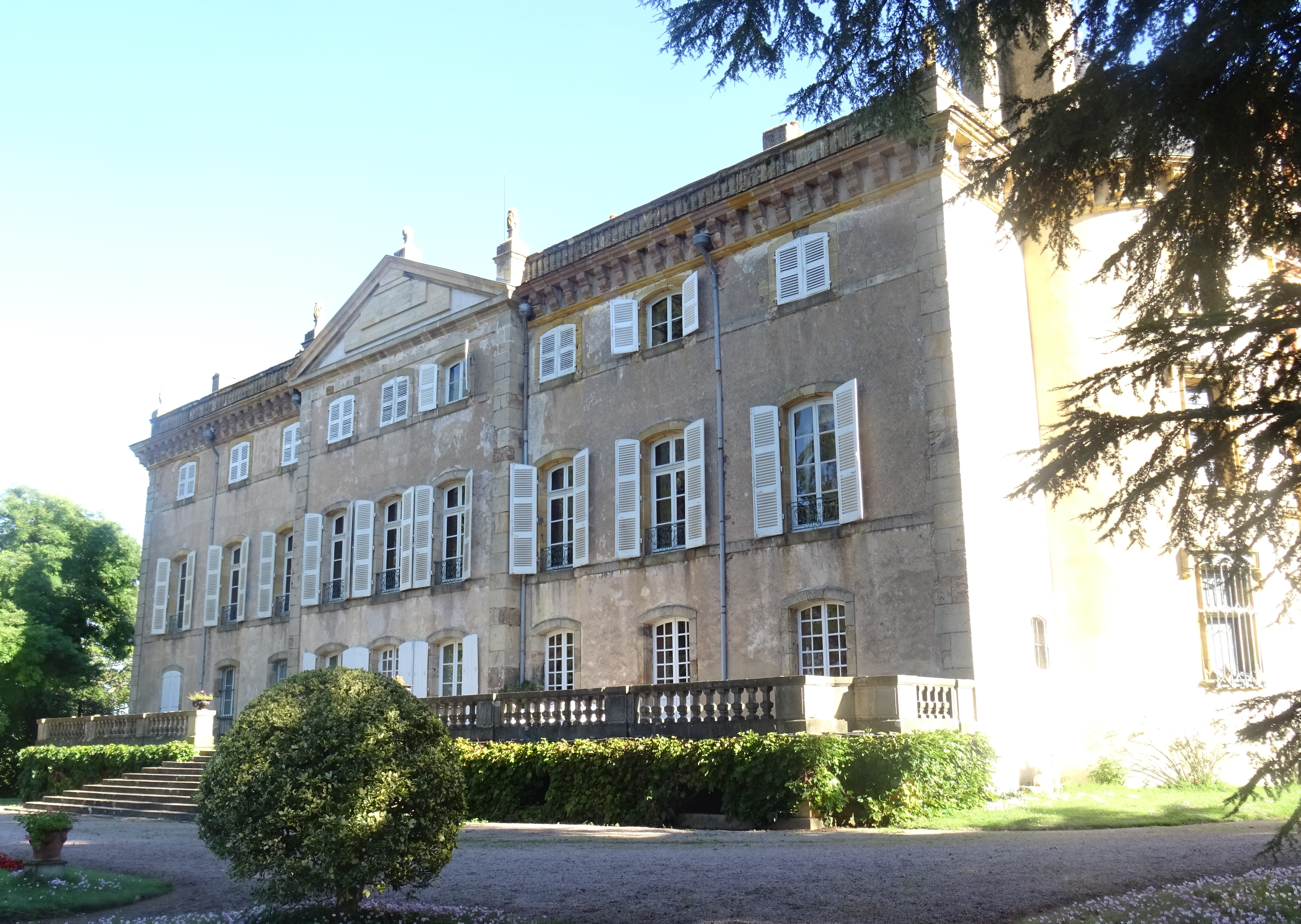
Façade vue de biais.
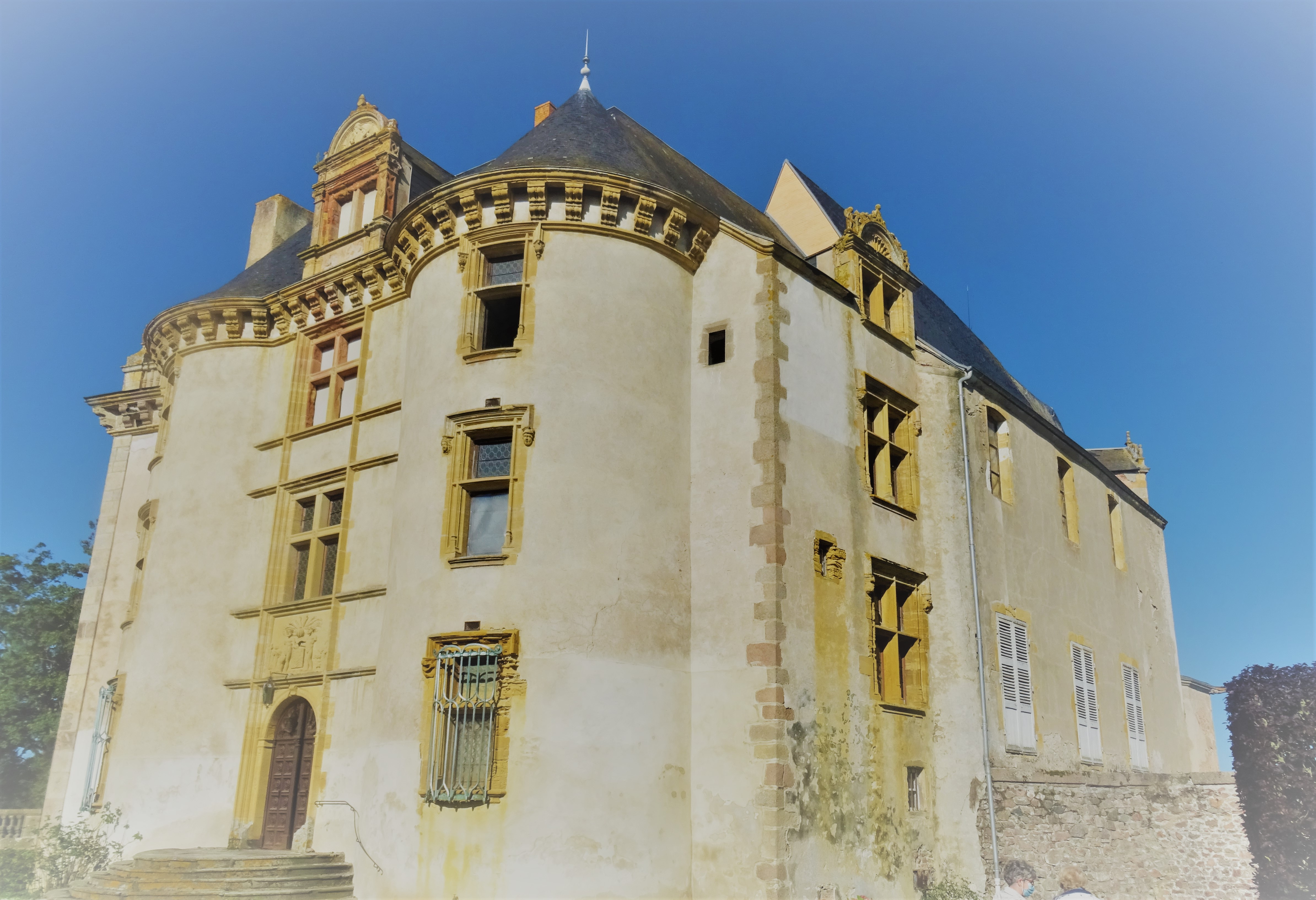
Aile Renaissance.
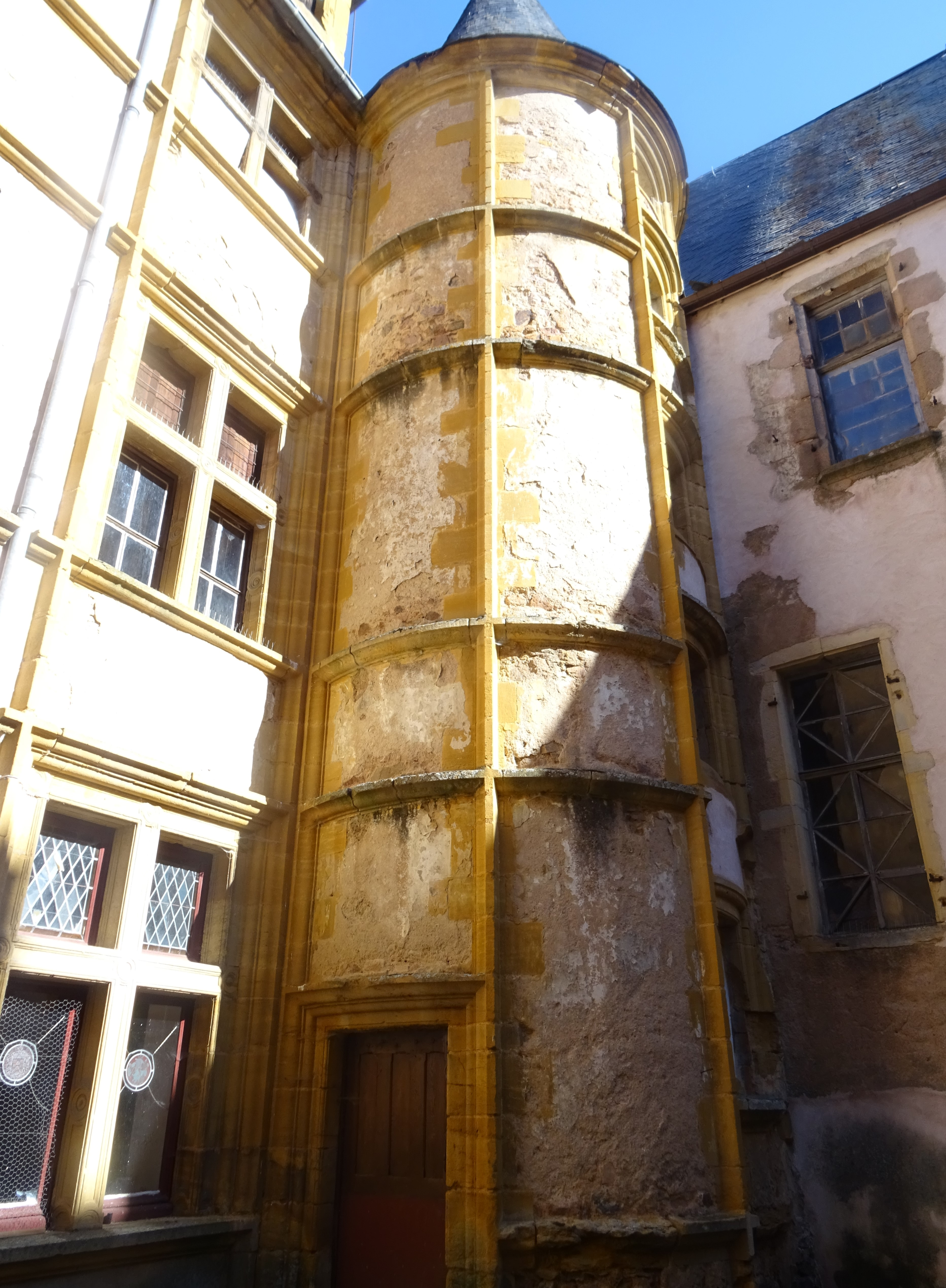
Escalier d'angle.
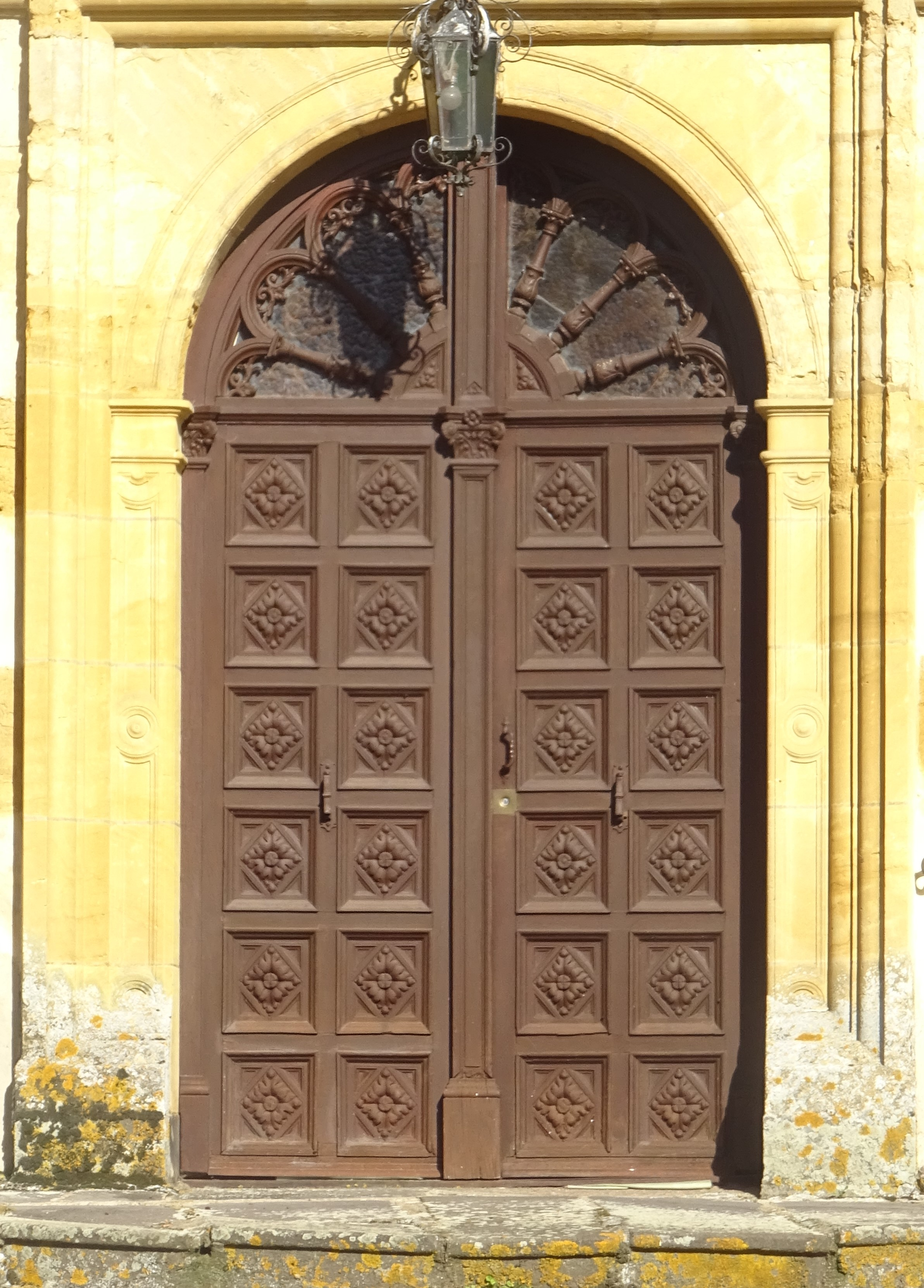
Porte latérale.
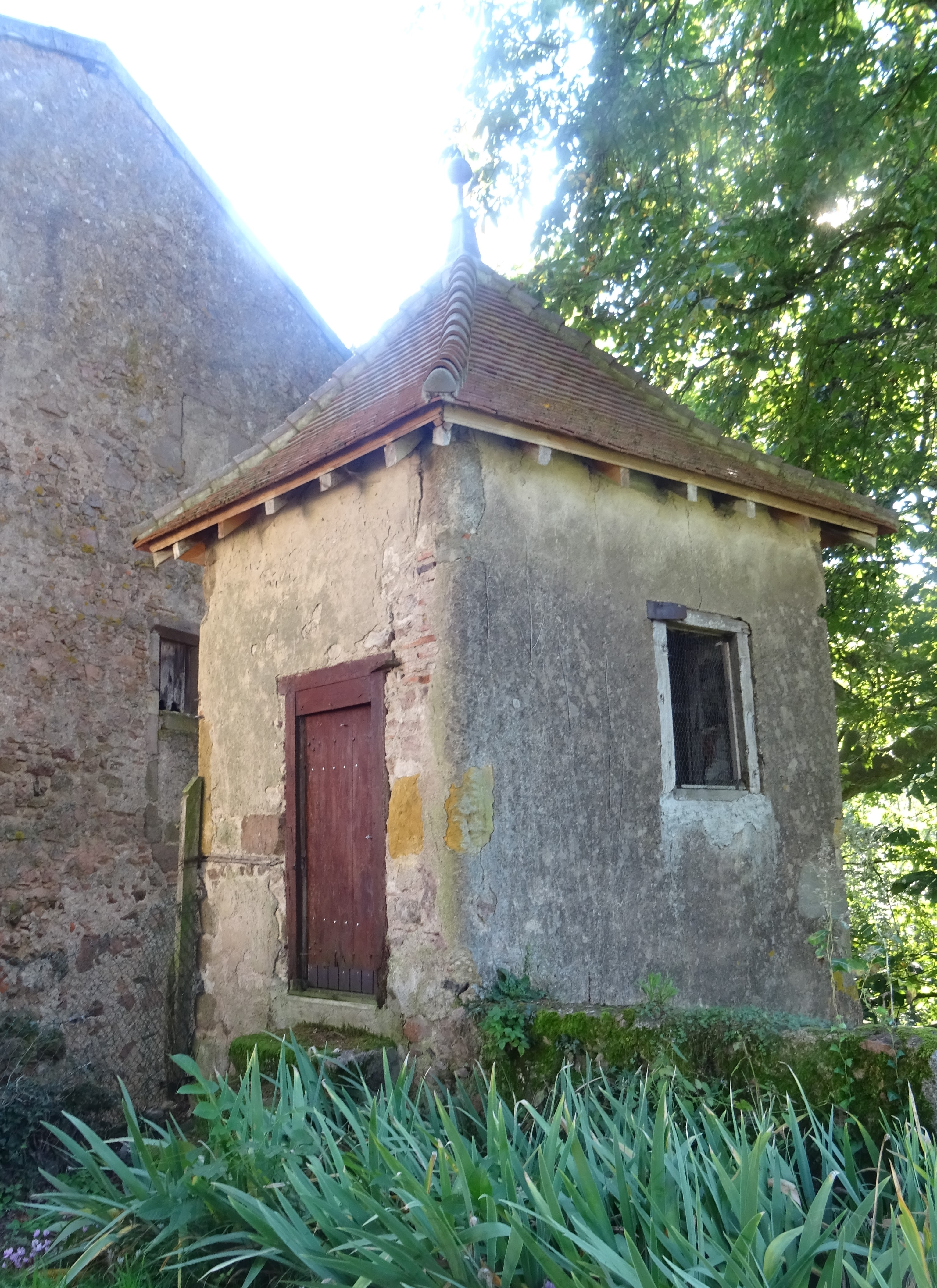
Petit pavillon dans le parc.
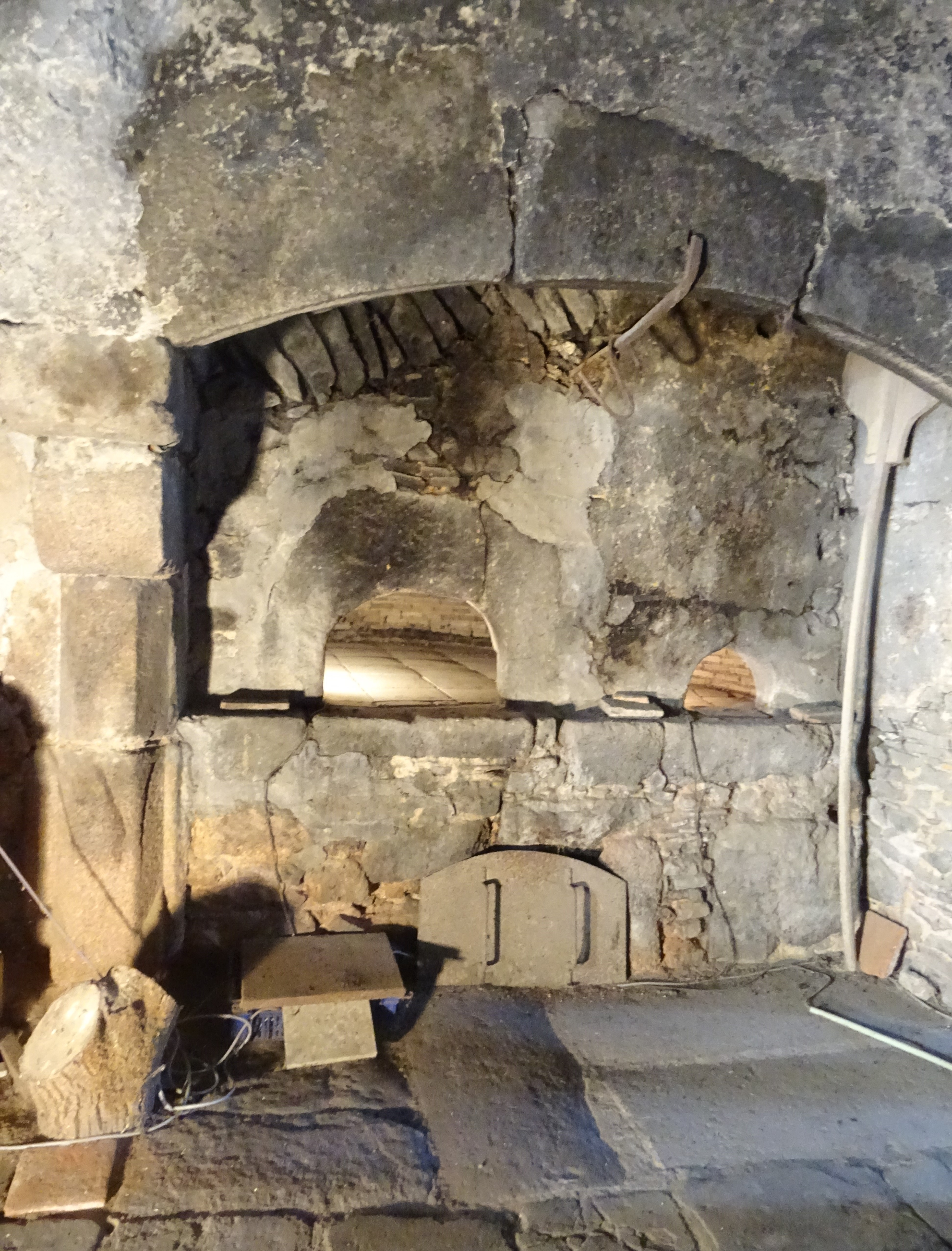
Entrée de l'âtre.
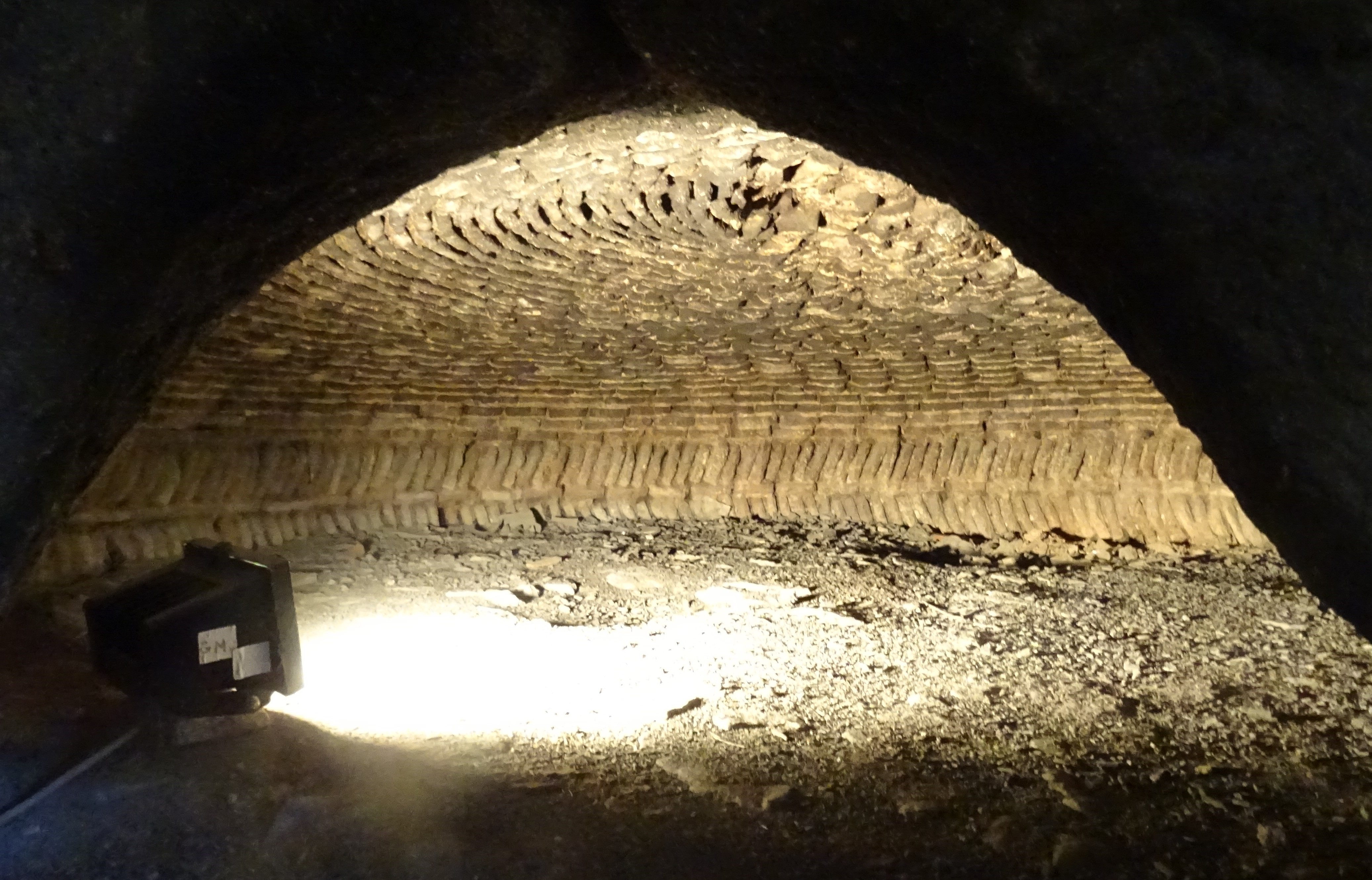
Atre de cheminée.